# Суперкубок Франции по футболу 2020
Суперкубок Франции по футболу 2020 (фр. Trophée des champions 2020) — 25-й розыгрыш Суперкубка Франции. В нём встретились чемпион Франции «Пари Сен-Жермен» и обладатель Кубка Франции «Марсель». Матч состоялся 13 января 2021 года на стадионе Боллар-Делелис в Лансе.
Победу со счётом 2:1 одержал «Пари Сен-Жермен», для которого эта победа стала восьмой подряд и десятой в истории.

## Отчёт о матче
| Пари Сен-Жермен                | 2:1     | Марсель   |
| ------------------------------ | ------- | --------- |
| Икарди 39′ · Неймар 85′ (пен.) | (отчёт) | Пайет 89′ |

| ПСЖ | Марсель |